# 海陸軍刑律
海陸軍刑律（かいりくぐんけいりつ）は、1871年（明治4年）8月28日に裁可され、1872年（明治5年）2月18日に兵部省から頒布された詔勅であり、旧陸軍刑法（明治14年太政官第69号布告）及び旧海軍刑法（明治14年太政官第70号布告）が制定されるまで効力を有した日本の軍刑法。全204条。

## 概要
廃藩置県後に士族によって編成された軍隊の規律維持を目指して制定された軍事司法に関する実体法であり、西周が起草したとされる。日本最初の近代的軍刑法とされる陸軍刑法や海軍刑法がフランス法を中心にヨーロッパ諸国の法典を参酌して編纂されたのに対し、海陸軍刑律は新律綱領を踏まえて策定されており、江戸時代の武家法や律の影響を受けている。
海陸軍刑律が適用されるのは「軍人軍属」である（1条）。このうち軍人とは「海陸軍ノ将校、下士、兵卒、並ニ海陸軍武学生、海陸軍医官、会計書記ノ吏、百工役夫常員アル者」（2条）、軍属とは「海陸軍各衙門、城堡、武器火薬糧食等ノ倉庫、造船場、材木草秣等諸廠ニ於テ、監守、支給、使役、運輸等ノ用ニ供スル者」（3条）と定義されている。
1878年に発生した竹橋事件では、海陸軍刑律第4篇対捍徒党律85条（徒党を結び変乱を激する罪）が適用され、兵卒53名が死刑（銃殺刑）、118名が準流刑、68名が徒刑を言い渡された。

## 犯罪類型
犯罪類型としては、謀叛律（第3篇）、対捍徒党律（第4篇）、奔敵律（第5篇）、戦時逃亡律（第6篇）、平時逃亡律（第7篇）、兇暴劫掠刑律（第8篇）、盗賊律（第9篇）、錯事律（第10篇）、詐偽律（第11篇）の9種類が定められ、各類型について様々な犯罪態様に応じた条文が置かれている。
対捍徒党律は、いわゆる抗命罪であり、錯事律は多種にわたる過誤失錯の罪である。
海陸軍刑律は、軍人・軍属による犯罪として、軍事に関係のない窃盗や賭博等の罪等についても規定しているのが特徴である。

## 刑罰
刑罰の種類は、将校に対しては自裁、奪官、回籍、退職、降官、閉門の6種類が規定されている（34条）。
自裁は死刑であり、官を免ぜられた後に切腹が命じられる（35条）。奪官は官を奪う刑であり、終身「国家文武」の官員に補されることがなくなる（36条）。回籍と退職はいずれも官を免ずる刑であるが、回籍が終身武官に補されることがなくなる（37条）のに対し、退職は再任用が妨げられない（38条）。閉門は、私宅や監蔵に拘束する刑である（40条）。
また、下士に対しては死刑、徒刑、放逐、黜等、降等、禁錮の6種類（41条）、兵卒水夫に対しては死刑、徒刑、放逐、杖刑、笞刑、禁錮の6種類（51条）が規定されている。
下士以下の死刑は銃殺刑である（42条）。